# 米尔恰·富尔杰
米尔恰·富尔杰（羅馬尼亞語：Mircea Fulger，1959年1月26日—），罗马尼亚男子拳击运动员。他曾代表罗马尼亚参加1984年夏季奥林匹克运动会拳击比赛，获得男子63.5公斤级铜牌。